# Mouettes
Mouettes är en kommun i departementet Eure i regionen Normandie i norra Frankrike. Kommunen ligger i kantonen Saint-André-de-l'Eure som tillhör arrondissementet Évreux. År 2022 hade Mouettes 753 invånare.

## Befolkningsutveckling
Antalet invånare i kommunen Mouettes
Referens:INSEE